# 飞雁壮头蛛
飞雁壮头蛛（学名：Chorizopes goosus）为园蛛科壮头蛛属的动物。在中国大陆，分布于福建等地。该物种的模式产地在福建三港。